# La pupa
Pour plus de détails, voir Fiche technique et Distribution.
La pupa est une comédie italienne réalisée par Giuseppe Orlandini et sortie en 1963.

## Synopsis
Le propriétaire d'une maison close, mourant, laisse le bâtiment à un homme qui ne se doute de rien. Pendant ce temps, au village, plusieurs filles, dont l'une, Pupa, fréquentait déjà les lieux, donnent lieu à une série d'affaires compliquées. 

## Fiche technique
- Titre original italien et français : La pupa[1],[2]
- Réalisateur : Giuseppe Orlandini
- Scénario : Ugo Guerra (it), Luciano Martino
- Photographie : Raffaele Masciocchi
- Montage : Otello Colangeli
- Musique : Nino Oliviero (it)
- Décors : Piero Filippone
- Costumes : Gaia Romanini (it)
- Production : Guido Giambartolomei
- Société de production : Royal Film
- Pays de production :  Italie
- Langue originale : italien
- Format : Noir et blanc - Son mono - 35 mm
- Durée : 107 minutes
- Genre : comédie
- Dates de sortie :
  - Italie : 17 octobre 1963
  - France : 4 juin 1965[2]

## Distribution
- Michèle Mercier : Pupa
- Ettore Manni : Gianni
- Riccardo Garrone : Baron
- Lia Zoppelli : Elena Patella
- Alfio Vita : Severo Patella
- Francesco Mulè
- Ugo Carboni
- Vincenzo Talarico (en)
- Gina Mascetti
- Armando Bandini (en)
- Rika Dialina
- Carlo Pisacane
- Alda Gallotti
- Elisa Mainardi
- Francesco Mulè
- Claudio Perone